# ジョージ・ホイニンゲン＝ヒューン
ジョージ・ホイニンゲン＝ヒューン（英: George Hoyningen-Huene、露: Жорж Хойнинген-Хьюэн、1900年9月4日 - 1968年9月12日ロサンゼルス没）は、ロシア出身の写真家。サンクトペテルブルク生まれのバルト・ドイツ系ロシア人で、ドイツ風にゲオルク・ホイニンゲン＝ヒューネ（Georg (von) Hoyningen-Huene）とも表記され、ロシア名も Георгий Гойнинген-Гюне（ゲオルギイ・ゴイニンゲン＝ギューネ）の表記がある。主にフランスとアメリカで活動した。1920年代から1930年代にかけての最も重要なファッション写真家の一人。
ヒューンはヴォーグやハーパース・バザーなどの雑誌に、シャネルやバレンシアガなどのファッション写真を掲載した。 
ホルスト・P・ホルストとマーティン・ムンカッチの中間点に位置するようなファッション写真家である。伝統的な美と新しい感性（屋外での撮影や複数のモデルの同時使用）がその作品の中で融合し、調和しているといえる
。屋外でのファッション写真の撮影は、彼の作品が最も早い一例である。
例えば、屋外で男女が座った姿勢で（しかも男は写真家本人）、2人とも向こう側を向いて後頭部を見せているという作品（IZODの水着の写真。1930年のアメリカ版『ヴォーグ』に掲載）は、最近でも広告でそっくりのイメージが流用されるほどに有名である。本人が写っている、しかもモデルの顔が見えない、という当時としては極めて斬新な作品である（ただし、本人ではなく、写っているのはホルストであるとする説もある）。

## 写真
- ファッション:ヴォーグとハーパーズバザーのチーフフォトグラファーとして、シャネル、バレンシアガ、ランバンなどのブランドを撮影[4] した。
- ポートレート：ホイニンゲン・ヒューネは有名人、芸術家、俳優、女優の写真を撮影[4]した。
- ヌード：ギリシャの彫刻や建築物にインスピレーションを得てヌードを撮影[4]した。
- 旅行:ファッション写真の仕事の一環として頻繁に旅行し、ギリシャや北アフリカへの旅を記録[4]した。